# Lourdes Girón Anguiozar
Lourdes Girón Anguiozar (Cádiz, 14 de marzo de 1978) es una arqueóloga española especializada en el estudio de las mujeres en la arqueología griega y clásica y en los orígenes del patriarcado.

## Biografía
Es doctora en Arqueología por la Universidad de Cádiz (UCA). Su tesis doctoral La cerámica común romana en la Bahía de Cádiz en época romana. Alfarería y centros de producción, estableció, por primera vez, una tipología de la cerámica producida en la zona.
Ha realizado diversas campañas arqueológicas como jefa de sector (2010-2015) en las Termas Meridionales de la Villa Romana del Casale (Sicilia), ha colaborado en excavaciones de la necrópolis gaditana, en la casa de Diana Arcaizante en Pompeya (Campania) y en un templo helenístico en Canosa (Apulia), entre otras. Ha coordinado diversos cursos de arqueología subacuática en Sicilia, entre 2013 y 2015, y ha sido coordinadora del Proyecto Internacional 'Convenzione per attività di ricerca archeologica e di valorizzazione del sito Mura Timoleontee di Caposoprano con le Università di Malaga, Coimbra e Cadice (Gela, 2018-2021)', en colaboración con la Universidad de Málaga, la UCA y la Universidad de Coimbra (Portugal),trabajos que continúa coordinando.
Es miembro del Centro de Estudos em Arqueología, Artes e Cièncias do Património (CEACP, Universidade de Coimbra, Portugal) y es cofundadora del Mediterranean Internacional Centre of Studies (M.I.C.O.S.) en los cargos de vicepresidenta y coordinadora científica.

### Arqueología con perspectiva de género

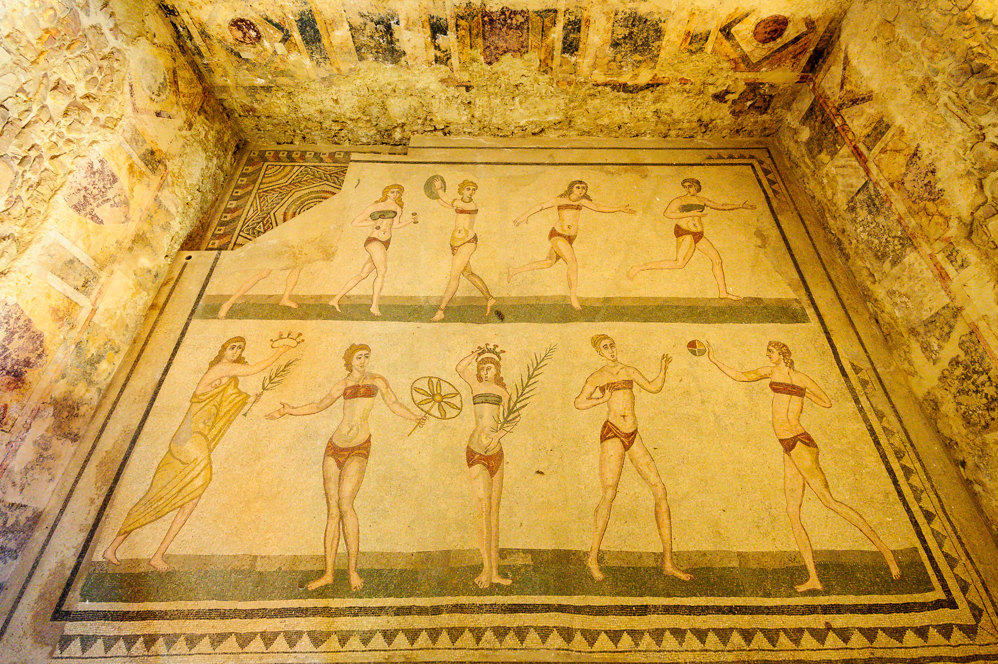
Lourdes Girón lideró la campaña arqueológica 'Villa Romana' en las Termas Meridionales del Casal (2010-2015)

Su interés por la historia de las mujeres arqueólogas se inició en 2010 con la Coordinación General del Congreso Internacional sobre Estudios Cerámicos, en homenaje a la Dra. Mercedes Vegas. En 2021 preparó, junto con otras colegas, otro evento en homenaje a la arqueóloga Rosalba Panvini, en Gela (Sicilia). Sus líneas de investigación actuales versan sobre el estudio de las mujeres en la Arqueología Griega y Clásica y los orígenes del patriarcado.
Revisó unos mosaicos de la Villa Romana del Casale (Sicilia) en los que hay representaciones femeninas que podrían evidenciar el protagonismo de las mujeres, con cargos de poder y amor entre mujeres, ofreciendo nuevas interpretaciones con perspectiva de género que cuestionan las interpretaciones en las que la presencia de nombres o de figuras femeninas se consideraban elementos meramente decorativos. Fruto de estas investigaciones, escribió en 2022 la novela La Villa de las Diosas.